# در دست یک افسونگر
« در دست یک افسونگر» (به فرانسوی: Dans la main d'un magicien) نخستین تک‌آهنگ هنرمند اهل کانادا سلین دیون از فیلم نسخه سحرآمیز  است که در ۱۹۸۵ منتشر شد.